# Nikita Ridgeway
Nikita Ridgeway (Austrália, 1986) é uma tatuadora e designer gráfica da etnia bundjalung / Biripi da Austrália, que recebeu o prêmio BBC 100 Women em 2015, em reconhecimento ao seu empreendedorismo e trabalho em defesa do design gráfico aborígine.

## Biografia
Nikita Ridgeway nasceu em 1986 e pertence aos povos Bundjalung e Biripi. Seus pais são Steven e Dianne Ridgeway; sua avó era a historiadora e escritora Ruby Langford Ginibi. Ela frequentou a Blacktown Girls' High School e foi a primeira mulher da etnia Koori a ser capitã da escola.
Tatuadora e designer gráfica, ela fundou a Dreamtime Ink Australia, que foi a primeira empresa de tatuagem especializada em tatuagem aborígine na Austrália. Ela também é proprietária da Boss Lady Creative Design Agency, especializada em design gráfico aborígine. Em 2020, Nikita Ridgeway criou obras de arte usadas na Semana da Reconciliação Nacional.
Em 2021, criou a marca da iniciativa de energia renovável dos Supermercados Coles; e obras de arte indígenas usadas para decorar dois caminhões de bombeiros usados pelo Corpo de Bombeiros Rural de Wreck Bay (Austrália). A brigada pertence e é administrada pelo Conselho da Comunidade Aborígine de Wreck Bay. Nikita também trabalhou em uma variedade de comissões estaduais, nacionais e internacionais, incluindo o design do logotipo do Festival de Inovação de Sydney Water, em 2021, e com a Fundação das Primeiras Nações em um kit de ferramentas de aposentadoria.
Nikita Ridgeway também estabeleceu a primeira gravadora indígena de hip-hop da Austrália com seu irmão Stephen. Chamada de Redfern Records, a gravadora recebeu o nome do bairro de Redfern, em Sydney, onde eles cresceram.

## Prêmios
- 2015 - BBC 100 Mulheres[3]
- 2016 - Finalista da Mulher Aborígene do Ano de NSW[14]